# SomaFM
SomaFM ist ein werbefreier Internetsender mit etlichen Radiostationen zu verschiedenen Musikrichtungen, die von elektronischer Musik bis Indie-Rock reichen. Der 1999 in San Francisco gegründete Sender nutzt Serverkapazitäten von SHOUTcast und finanziert sich über Spenden. Dadurch kann das Radioprogramm werbefrei angeboten werden. Eine aktuelle Liste der abgespielten Titel ist verfügbar. Als Datenformate stehen aacPlus, MP3-Stream und Windows Mediastream zur Verfügung.

## Radiostationen
Die Stationen des Senders beschränken sich jeweils auf ein bestimmtes Musikgenre. Es finden sich auch Themen wieder, die die einzelnen Radiostationen repräsentieren sollen und anhand derer die Musikstücke ausgewählt werden. Zu den derzeitigen 44 Stationen gehören unter anderem:
- Beat Blender: Musik zwischen Deep House und Chill-Out
- Black Rock FM: 102,3 MHz in Black Rock City und Livestream auf SomaFM
- Boot Liquor: Americana
- cliqhop idm: Minimal Dance
- Covers: nur Cover-Versionen
- DEF CON Radio: Ambient und Chill-Out Musik zum Hacken. Der ganzjährige DEF CON Channel.
- Digitalis: Post-Rock
- Doomed: Elektro, EBM, Neofolk und (Post-)Industrial
- Drone Zone: Ambient
- Groove Salad: Chill-Out und Ambient. Die meistgehörte Station auf SomaFM
- Illinois Street Lounge: Lounge-Musik
- Indie Pop Rocks!: Indie
- Left Coast 70‘s: Mellow album rock aus den 70er Jahren. Eine Yacht ist nicht Voraussetzung

- Lush: Downtempo
- Mission Control: Ambient Dance. Historische Tonaufnahmen von NASA-Raumfahrtmissionen mit Ambient-Musik unterlegt
- PopTron: Indie Elektropop und Indie
- Secret Agent: Soundtracks aus Agentenfilmen der 1960er-Jahre und Musik in ähnlichem Stil
- SF 10-33: Ambient gemixt mit einer Live-Übertragung des San Francisco Polizeifunks.
- Sonic Universe: Nu Jazz und Avantgarde
- Space Station Soma: futuristische Ambient- und Electronica-Stücke
- Suburbs of Goa: Asian World music
- Tag's Trance Trip: Trance und Techno
- Underground 80s: Early 80s UK Synthpop und New Wave
- Folk Forward: Indie-Folk

## Rechtsstreit mit der RIAA
SomaFM ist unter anderem durch einen Rechtsstreit mit der einflussreichen RIAA, dem Verband der Musikindustrie in den USA, bekannt geworden. Die RIAA forderte 15.000 US-Dollar pro Monat an Lizenzvergütungen von dem Internetradio und erwirkte im Juni 2002 dessen zeitweilige Abschaltung.
Rusty Hodge, der Gründer von SomaFM, organisierte daraufhin einen Bürgerprotest, der zu einer Anhörung vor dem U.S. Kongress führte. Als Reaktion auf diese Anhörung wurde der „Small Broadcasters Amendment Act“ erlassen, der es einem Internetsender wie SomaFM ermöglicht, für Lizenzvergütungen von 2.000,- bis 5.000,- US-Dollar pro Jahr zu arbeiten.
Am 27. Juni 2007 fand der Internet Radio Day of Silence statt und wurde auch von SomaFM unterstützt. Beklagt wurde diesmal eine erhebliche Gebührenerhöhung durch das amerikanische Copyright Royalty Board.